# Miroslav Šugar
Miroslav Šugar (Novi Sad, 29. rujna 1957.), bivši je hrvatski nogometaš. Igrao u obrani i kao obrambeni vezni.

## Igračka karijera

### Klupska karijera
Igrao u Rijeci iz koje je prešao u Crvenu zvezdu. Iz Zvezde je otišao u perspektivnog drugoligaša Šibenika. Nakon godine u Šibeniku otišao u Belgiju gdje je po jednu sezonu odigrao u Waterscheiju i Genku. Sa Zvezdom osvojio prvenstvo i kup Jugoslavije. Igrao u Kupu pobjednika kupova.

### Klupska
Rijeka
- Kup maršala Tita (1): 1977./78.,[3] 1978./79.

Crvena zvezda
- Prvenstvo Jugoslavije (2): 1980./81., 1983./84. 1985./86.
- Kup maršala Tita (1): 1984./85.

## Vanjske poveznice
- (eng.) Playerhistory
- (nje.) Weltfussball Miroslav Šugar
- (nje.) Sport.de Miroslav Šugar